# 猫儿山掌突蟾
猫儿山掌突蟾（学名：Leptobrachella maoershanensis），一种于中华人民共和国广西壮族自治区北部猫儿山地区发现的两栖动物，隶属于角蟾科掌突蟾属。其种加词“maoershanensis”意为“猫儿山的”。

## 形态特征
猫儿山掌突蟾雄蟾头体长25.2～30.4毫米，雌蟾头体长29.1毫米左右。身体背部皮肤较粗糙，为黄褐色，具有大的深棕色斑块；指，趾，小臂，跗骨，大腿和胫骨的背面有不明显的棕灰色横条纹；腹部皮肤光滑，腋腺明显。

## 保护
本种于2023年被收录入《有重要生态、科学、社会价值的陆生野生动物名录》。